# 大和川停留場
大和川停留場（やまとがわていりゅうじょう）は、大阪府堺市堺区遠里小野町1丁にある阪堺電気軌道阪堺線の停留場。駅番号はHN16。
大阪市との市境である大和川が駅北方を西流し、同線では堺市の北端に位置している。

## 歴史
- 1911年（明治44年）12月1日：阪堺電気軌道の駅として開業[1]。
- 1915年（大正4年）6月21日：会社合併により南海鉄道の駅となる。
- 1944年（昭和19年）6月1日：会社合併により近畿日本鉄道の駅となる。
- 1947年（昭和22年）6月1日：事業譲渡により南海電気鉄道の駅となる。
- 1953年（昭和28年）：この頃には廃止駅となっていたとの記述が「住吉区史」に記載されている。
- 1955年（昭和30年）3月30日：再開業[1]。
- 1980年（昭和55年）12月1日：事業譲渡により阪堺電気軌道の駅となる[2]。

## 停留場構造
相対式ホーム2面2線。大和川の左岸堤防上にホームがある。

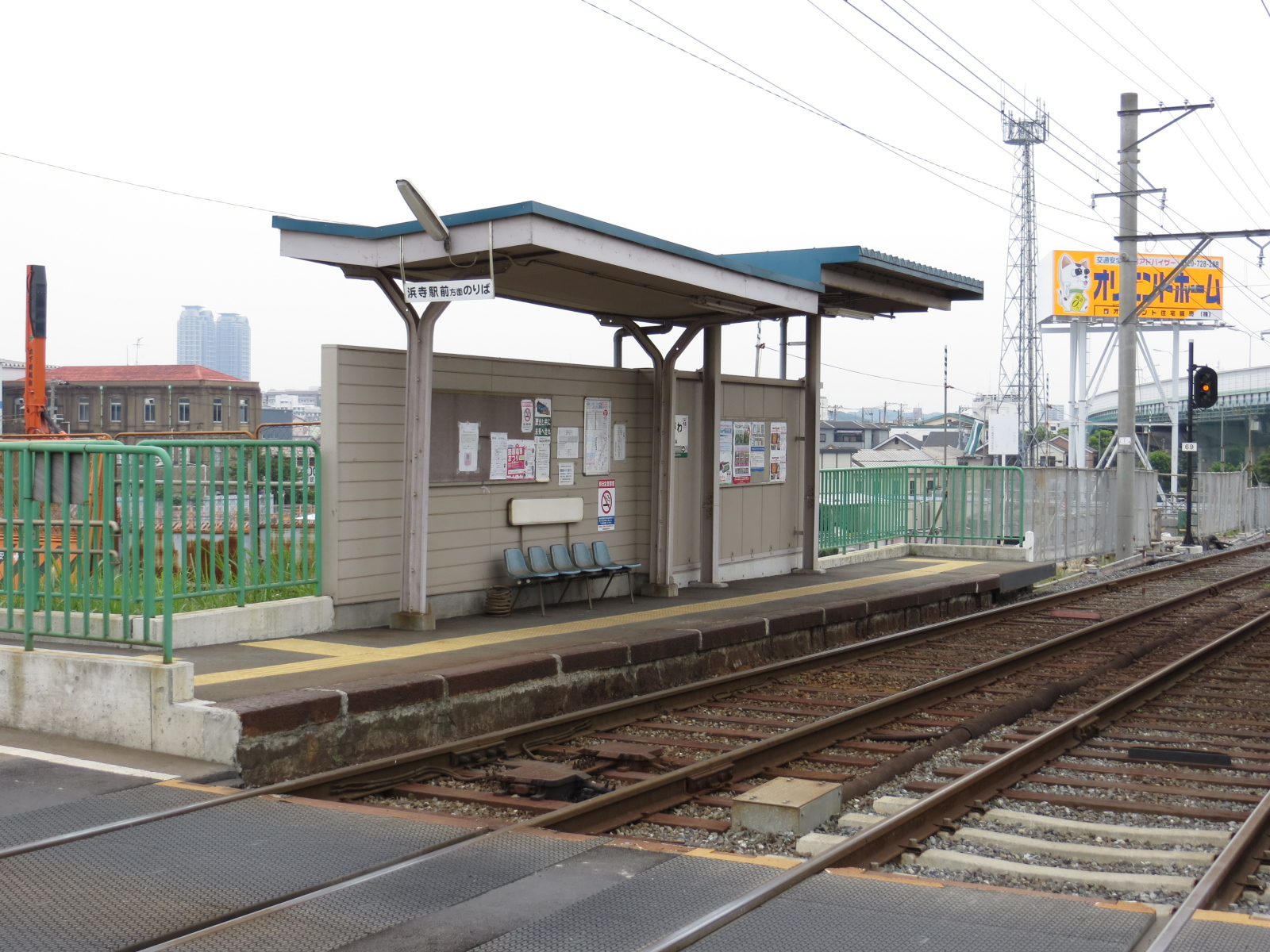
ホーム（浜寺駅前方面のりば）
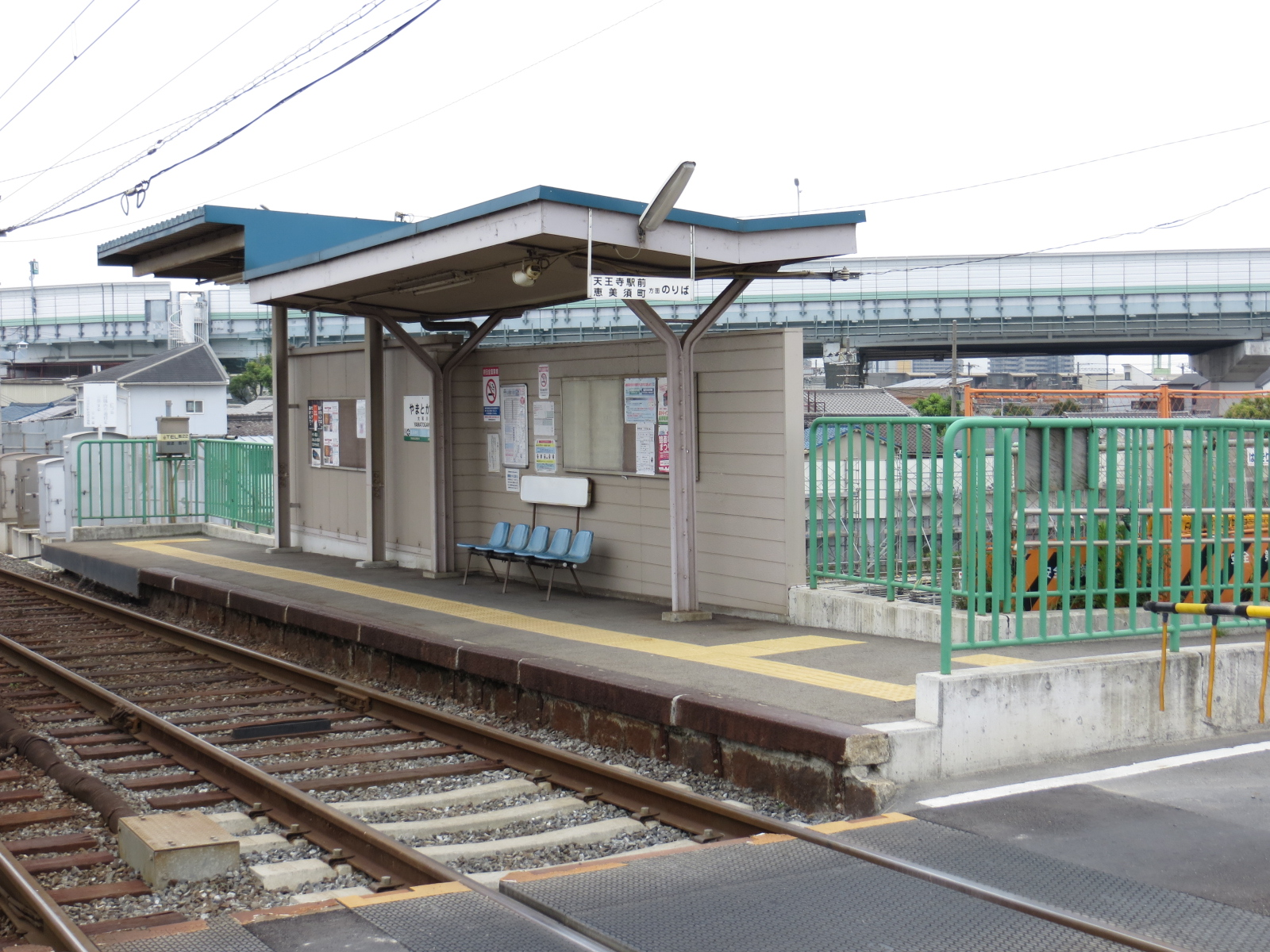
ホーム（恵美須町方面のりば）

## 停留場周辺
- 大和川
- 大和川橋梁
- 大和橋
- 阪神高速15号堺線

## 隣の停留場
阪堺電気軌道
■阪堺線
我孫子道停留場 (HN15) - 大和川停留場 (HN16) - 高須神社停留場 (HN17)
- （）内は駅番号を示す。